# زاتانا (کمیک)
زاتانا زاتارا (به انگلیسی: Zatanna Zatara) یک شخصیت خیالی ابرقهرمان در کتاب‌های کامیک آمریکایی منتشر شده توسط دی‌سی کامیکس است؛ که توسط گاردنر فاکس و مورفی اندرسون خلق شده‌است و برای اولین بار، در شمارهٔ ۴ مجلهٔ کمیک هاوک من در اکتبر/نوامبر ۱۹۶۴ معرفی شد. زاتانا یک تردست و همچنین همانند پدرش جووانی «جان» زاتارا ساحره‌ای واقعی است. او بیشتر برای نقش داشتن در گروه لیگ عدالت، ارتباط معطوف به گذشته و دوران کودکی با شخصیت بتمن، و رابطهٔ عاشقانه با شخصیت‌های جان کنستانتین شناخته شده‌است. در بعضی فیلم‌ها و کمیک‌ها دکتر فیت پدر او شناخته می‌شود، زاتانا دکترفیت نیز شده.
زاتانا رتبه چهارم رادر فهرست ۱۰۰ زن جذاب کتاب‌های کمیک دارد.

## نسخه‌های دیگر

### زاتانا لورد اف کِی آس (کِی آس زاتانا)
داستان زاتانا در سری justice league dark 2018 جریان دارد در واقع زاتانا قدرت‌های جادویی بسیار عظیم و فوق‌العاده وحشتناکی دارد او حتی قادر است صفحات پنل کمیک را به راحتی نابود کند.

## قدرتها و تواناییها
زاتانا تسلط کامل بر سحر و جادو دارد و مهارت بسیار بالایی در استفاده از جادو دارد. از دیگر قدرت‌های او می‌توان به دورجنبی ،دورنوردی ،دورآگاهی، کنترل عنصرها، آب و هوا، انفجار انرژی، ایجاد پورتال و چندین مورد دیگر اشاره کرد. همچنین او مهارت بالایی در هنرهای رزمی دارد همچنین استقامت بالایی نیز دارد. او قادر است واقعیت را طبق میل خود تغییر دهد، همچنین می‌تواند زمان را کنترل کند یا زمان را کُند یا سریع کند، توانایی‌های درمان کننده نیز دارد. زاتانا می‌تواند آینده رانیز پیش‌بینی کند، زاتانا همچنین توانسته بر جادوی بسیار قدرتمند خدایان نیز غلبه کنه، زاتانا همچنین توانایی دارک زاتانا دارد دارک زاتانا حالت آواتاری بسیار قدرتمند او است و سحر و جادوی بیکران را در اختیار زاتانا می‌گذارد (زاتانا ممکن است در این حالت اختیار و کنترل خود را از دست بدهد و حتی افراد خوب را نیز نابود کند). زاتانا حتی قادر است بدون خواندن هیچ وِردی صاعقه بزند و جادو کند.